# Krumbach (Vorarlberg)
Pour les articles homonymes, voir Krumbach.
Krumbach est une commune autrichienne du district de Brégence dans le Vorarlberg.